# مارک فوستر (شناگر)
مارک فوستر (به انگلیسی: Mark Foster) (زادهٔ ۱۲ مهٔ ۱۹۷۰) شناگر اهل بریتانیا است.